# 70-talet
Den här artikeln handlar om det åttonde årtiondet i den kristna tideräkningen, åren 70-79 e.Kr. För andra årtionden, som benämns 70-talet, se respektive århundrades artikel för detta, till exempel 1970-talet.
70-talet var det åttonde årtiondet e.Kr. Det började 1 januari 70 e.Kr. och slutade 31 december 79 e.Kr.

## Händelser
- 79 - Staden Pompeji förstörs när vulkanen Vesuvius får ett utbrott.

## Födda
- 75 – Suetonius, romersk författare.
- 24 januari 76 – Hadrianus, kejsare av Rom.
- 78 – Zhang Heng, kinesisk författare, uppfinnare, matematiker, astronom, konstnär, poet, litteraturlärd och statsman.

## Avlidna
- 23 juni 79 – Vespasianus, kejsare av Rom.
- 79 – Plinius den äldre, romersk författare.